# Evolutionens dag
Evolutionens dag högtidlighålls för att fira årsdagen av det första offentliggörandet av skriften Om arternas uppkomst av Charles Darwin den 24 november 1859.  Sådana sammankomster har hållits i över ett sekel, men den specifika termen "Evolution Day" för årsdagen verkar vara en nybildning som myntades inför årsdagen 1997. 
Genom att lyfta fram Darwins bidrag till vetenskapen, används minnesdagen som ett medel för att informera om evolutionsbiologi och kan likställas med den mer kända Darwin Day, som hålls på årsdagen av hans födelse den 12 februari 1809. Den har dock inte något samband med Giordano Bruno Foundations sekulariseringsaktion som vill att tyska  Kristi himmelsfärdsdag skall byta namn till "Evolutionstag".

## Minneshögtider
År 1909, på 50-årsjubileet av publiceringen av Om arternas uppkomst och 100-årsjubileet av Darwins födelse, gjordes flera stora evenemang för att fira båda. På Cambridge i England samlades mer än 400 forskare och dignitärer från 167 länder i ett allmänt redovisat evenemang för att hedra Darwins bidrag och diskutera de senaste upptäckterna och idéerna inom evolutionen. I samma syfte höll New York Academy of Sciences en fest på American Museum of Natural History och Royal Society of Nya Zeeland en sammankomst med "mycket stort deltagande".
Darwin Centennial Celebration (1959) var en stor, väl omskriven händelse 24-28 november på University of Chicago och 2009 sändes BBC Darwin Season av BBC, med en rad tv- och radioprogram, för att fira Darwins 200-årsdag och 150-årsminnet av offentliggörandet av Om arternas uppkomst.